# Vamp (música)
En música, un vamp es una figura, sección o acompañamiento musical repetido utilizado en blues, jazz, gospel, soul y musicales. Los vamp también se encuentran en el rock, funk, reggae, R&B, pop y country. Los vamps suelen tener poco contenido armónico: un vamp puede consistir en un solo acorde o una secuencia de acordes tocados en un ritmo repetido. El término apareció con frecuencia en la instrucción "Vamp hasta que esté listo" o "Vamp hasta la señal" en las partituras de canciones populares de las décadas de 1930 y 1940, indicando que el acompañante debía repetir la frase musical hasta que el vocalista estuviera listo. Los vamps son generalmente simétricos, autónomos y abiertos a la variación. El equivalente en música clásica es un ostinato, en hip hop y música electrónica el loop, y en música rock el riff.
El término de jerga "vamp" proviene de la palabra inglesa antigua vampe (calcetín), del francés antiguo avanpie, equivalente al francés moderno avant-pied, literalmente antes del pie.
Muchos compositores orientados a los vamp comienzan el proceso creativo intentando evocar un estado de ánimo o sentimiento mientras tocan libremente un instrumento o cantan scat. Muchos artistas conocidos crean principalmente canciones con un enfoque basado en vamp/riff/ostinato, incluidos John Lee Hooker ("Boogie Chillen", "House Rent Boogie"), Bo Diddley ("Hey Bo Diddley", "Who Do You Love?"), Jimmy Page ("Ramble On", "Bron Yr Aur"), Nine Inch Nails ("Closer") y Beck ("Loser").
Ejemplos clásicos de vamps en el jazz son "A Night in Tunisia", "Take Five", "A Love Supreme", "Maiden Voyage" y "Cantaloupe Island". Los ejemplos de rock incluyen la larga improvisación al final de "Loose Change" de Neil Young y Crazy Horse y "Sooner or Later" de King's X.

### Jazz, fusión y jazz latino
En el jazz, la fusión y géneros relacionados, un vamp de fondo proporciona al intérprete un marco armónico que apoya la improvisación. En el jazz latino los guajeos cumplen el papel de vamps del piano. Un vamp al comienzo de una melodía de jazz puede actuar como trampolín hacia la melodía principal; al final de una canción a menudo se llama etiqueta.
"Take Five" comienza con una figura repetida y sincopada en tiempo 5
4, que el pianista Dave Brubeck toca durante toda la canción (excepto en el solo de batería de Joe Morello y la variación de los acordes en la sección central).
La música del período modal de Miles Davis (c. 1958-1963) se basó en la improvisación de temas sobre un pequeño número de acordes. El estándar de jazz "So What" utiliza un vamp en la figura de dos notas "¿Sooooo what?", interpretada regularmente por el piano y la trompeta en todo momento. Otros ejemplos son los outros de "Body Talk", "This Masquerade" y "Plum" de George Benson, y los cambios en solitario de "Breezin'". Otros temas están también dominados por vamps: las versiones de "My Favourite Things" de John Coltrane (que usa también este recurso en Greensleeves), Kenny Burrell y Grant Green, "Watermelon Man" y "Chameleon" de Herbie Hancock, "Bumpin' on Sunset" de Wes Montgomery y "Room 335" de Larry Carlton, así como en la larga improvisación final de la primera parte del The Köln Concert de Keith Jarrett.

### Gospel, soul, and funk
En la música gospel y soul, la banda a menudo utiliza un ritmo ostinato groove al final de una canción, generalmente sobre un solo acorde. En la música soul, el final de las canciones grabadas suele incluir algunos efectos vocales, como escalas rápidas, arpegios y pasajes improvisados. Para las grabaciones, los ingenieros de sonido desvanecen gradualmente la sección de vamps al final de una canción, para pasar a la siguiente pista del álbum. Cantantes de salsoul como Loleatta Holloway se han hecho notables por sus improvisaciones vocales al final de las canciones, y se han sampleado y utilizado en otras canciones. Andrae Crouch amplió el uso de vamps en el gospel, introduciendo vamps en cadena (un vamp tras otro, cada vamp sucesivo extraído del primero).
La música funk de la década de 1970 a menudo toma una figura musical corta de uno o dos compases basada en un solo acorde que uno consideraría una introducción al jazz o la música soul, y luego usa esta vamp como base de toda la canción ("Funky Drummer" de James Brown, por ejemplo). El jazz, el blues y el rock casi siempre se basan en progresiones de acordes (una secuencia de acordes cambiantes) y utilizan la armonía cambiante para generar tensión y mantener el interés del oyente. A diferencia de estos géneros musicales, el funk se basa en el ritmo rítmico de la percusión, los instrumentos de la sección rítmica y una línea profunda de bajo eléctrico, generalmente en un solo acorde.
"En el funk, la armonía suele ocupar un segundo lugar después del 'lock' (bloqueo), la unión de partes en contrapunto que se tocan en la guitarra, el bajo y la batería en el vamp repetitivo", Un conocido ejemplo es "Superstition" de Stevie Wonder, basada en vamps o "Part Time Love" de Little Johnny Taylor, que presenta una larga improvisación sobre un vamp de dos acordes.

### Musicales
En el teatro musical, un vamp, o introducción, son los primeros compases del uno al ocho, de música sin letra, que dan comienzo a la partitura de una canción. La orquesta puede también repetir el vamp u otro acompañamiento durante el diálogo o en escenas concretas, como acompañamiento para transiciones en el escenario de duración indeterminada. La partitura proporciona una figura de vamp de uno o dos compases e indica "Vamp hasta la señal" por parte del director. El vamp les da tiempo a los cantantes en el escenario para prepararse para la canción o el siguiente verso, sin necesidad de que la música se detenga. Una vez que termina la sección de vamps, la música continúa a la siguiente sección. El vamp puede ser escrito por el compositor de la canción, un copista empleado por el editor o el arreglista del vocalista. El vamp tiene tres propósitos principales: proporciona la clave, establece el tempo y proporciona un contexto emocional.